# Ochna
Ochna is een geslacht uit de familie Ochnaceae. De soorten komen voor in de (sub)tropische delen van de Oude Wereld.

## Soorten
- Ochna afzelii R.Br. ex Oliv.
- Ochna afzelioides N.Robson
- Ochna andravinensis Baill.
- Ochna angustata N.Robson
- Ochna apetala Verdc.
- Ochna arborea Burch. ex DC.
- Ochna atropurpurea DC.
- Ochna bakeriana Kuntze
- Ochna barbertonensis T.Shah
- Ochna barbosae N.Robson
- Ochna baronii (Tiegh.) Callm. & Phillipson
- Ochna beirensis N.Robson
- Ochna boiviniana Baill.
- Ochna bracteosa Robyns & Lawalrée
- Ochna braunii Sleumer
- Ochna calodendron Gilg & Mildbr.
- Ochna ciliata Lam.
- Ochna cinnabarina Engl. & Gilg
- Ochna citrina Gilg
- Ochna comorensis Baill.
- Ochna confusa Burtt Davy & Greenway
- Ochna cyanophylla N.Robson
- Ochna dolicharthros F.M.Crawford & I.Darbysh.
- Ochna gamblei King ex Brandis
- Ochna gambleoides N.Robson
- Ochna gamostigmata Du Toit
- Ochna glauca I.Verd.
- Ochna hackarsii Robyns & Lawalrée
- Ochna hiernii (Tiegh.) Exell
- Ochna holstii Engl.
- Ochna holtzii Gilg
- Ochna humblotiana Baill.
- Ochna inermis (Forssk.) Schweinf.
- Ochna insculpta Sleumer
- Ochna integerrima (Lour.) Merr.
- Ochna jabotapita L.
- Ochna katangensis De Wild.
- Ochna kirkii Oliv.
- Ochna lanceolata Spreng.
- Ochna latisepala (Tiegh.) Bamps
- Ochna leptoclada Oliv.
- Ochna leucophloeos Hochst. ex A.Rich.
- Ochna louvelii (H.Perrier) Callm. & Phillipson
- Ochna macrantha Baker
- Ochna macrocalyx Oliv.
- Ochna madagascariensis DC.
- Ochna maguirei K.Balkwill
- Ochna manikensis De Wild.
- Ochna mauritiana Lam.
- Ochna membranacea Oliv.
- Ochna micrantha Schweinf. & Gilg
- Ochna monantha Gilg
- Ochna multiflora DC.
- Ochna natalitia (Meisn.) Walp.
- Ochna obtusata DC.
- Ochna ovata F.Hoffm.
- Ochna oxyphylla N.Robson
- Ochna pervilleana Baill.
- Ochna polyarthra Verdc.
- Ochna polycarpa Baker
- Ochna polyneura Gilg
- Ochna pretoriensis E.Phillips
- Ochna pseudoprocera Sleumer
- Ochna puberula N.Robson
- Ochna pulchra Hook.
- Ochna pumila Buch.-Ham. ex DC.
- Ochna pygmaea Hiern
- Ochna rhizomatosa (Tiegh.) Keay
- Ochna richardsiae N.Robson
- Ochna rovumensis Gilg
- Ochna sambiranensis Callm. & Phillipson
- Ochna schliebenii Sleumer
- Ochna schweinfurthiana F.Hoffm.
- Ochna serrulata (Hochst.) Walp.
- Ochna staudtii Gilg
- Ochna stolzii Gilg
- Ochna thomasiana Engl. & Gilg
- Ochna thouvenotii (H.Perrier) Callm. & Phillipson
- Ochna vaccinioides Baker